# Wasserlinie

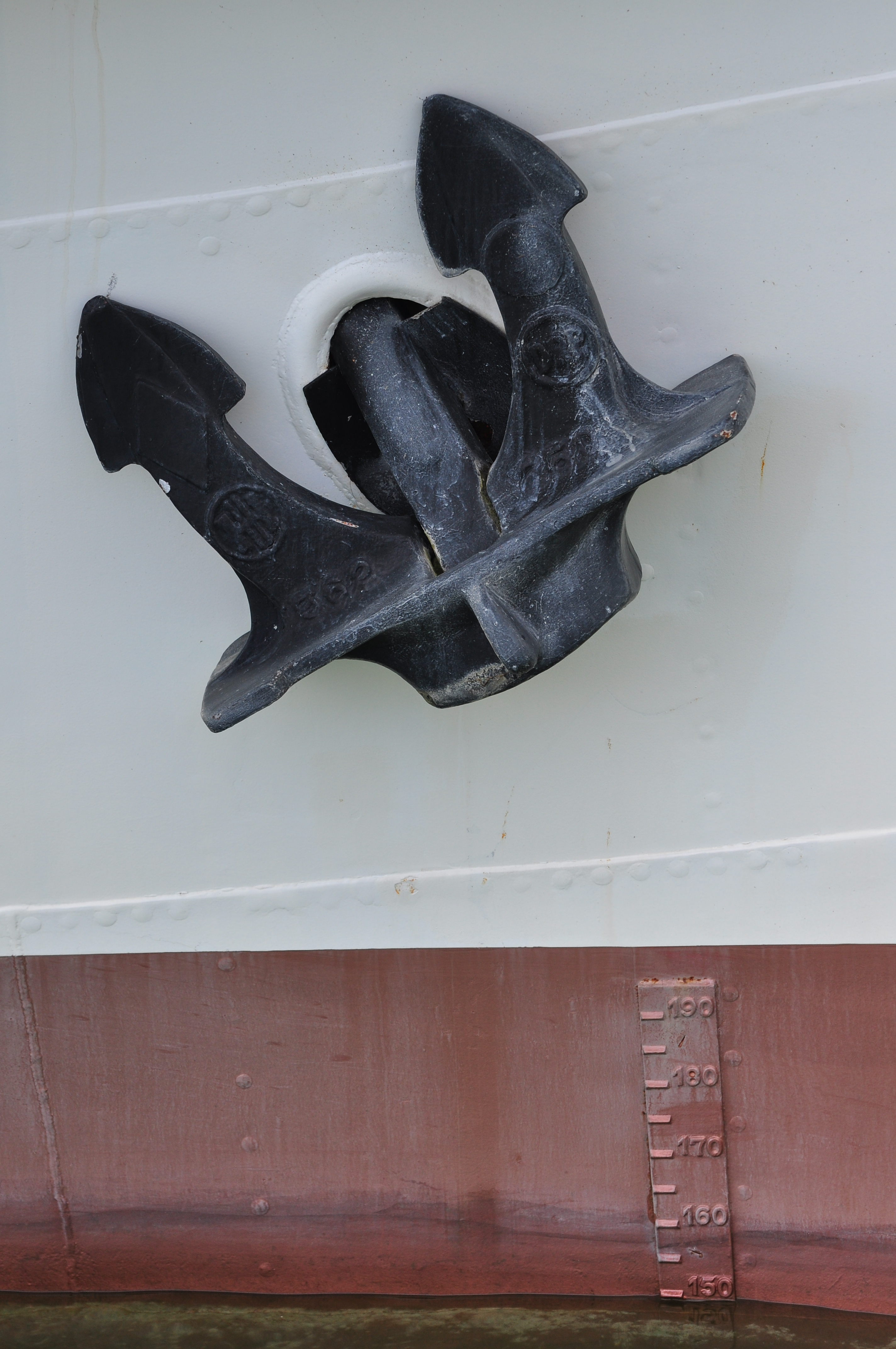
Tiefgangsmarken auf einem Motorschiff der Zürichsee-Schifffahrtsgesellschaft

Die Wasserlinie ist die Linie, die sich aus dem Schnitt der Wasseroberfläche mit der Bordwand eines schwimmenden Schiffes ergibt. Da sie sich mit der Beladung des Schiffes ändert, wird von der Werft eine Konstruktionswasserlinie (KWL) bei einem angenommenen Gewicht definiert (siehe dazu auch den Artikel Schiffsmaße).
Die Länge der Wasserlinie {\displaystyle L} ist bestimmend für die Rumpfgeschwindigkeit, also die theoretische Höchstgeschwindigkeit des Bootes in Verdrängerfahrt. Eine alte seemännische Merkregel dazu lautet: Länge läuft. Näherungsweise lässt sich die Höchstgeschwindigkeit {\displaystyle V_{\max }} in Knoten durch folgende Formel aus der Länge {\displaystyle L} der Wasserlinie in Metern berechnen:
{\displaystyle V_{\max }=2{,}43\cdot {\sqrt {L}}}
Um diese Geschwindigkeit zu überwinden, muss ein erhebliches Maß an Energie aufgewendet werden. Ist die Geschwindigkeit jedoch überwunden, geht das Schiff in die so genannte Gleitfahrt über, bei der die Rumpffläche, welche das Wasser berührt, geringer wird und damit auch der Reibungswiderstand im Wasser abnimmt. Doch nicht jedes Wasserfahrzeug kann in die Gleitfahrt übergehen. Sie ist in erster Linie abhängig von der Rumpfform.